# 92nd Street Y
Il 92nd Street Y (92Y) è un centro culturale e comunitario situato nell'Upper East Side di Manhattan a New York, USA, all'angolo tra la 92ª Strada est e Lexington Avenue. Il suo nome completo è 92nd Street Young Men's and Young Women's Hebrew Association (YM-YWHA). Non fa parte dell'YMCA.

## Attività
Oltre a presentare programmi di arti dello spettacolo (musica classica, jazz e pop e spettacoli di danza), offre una serie di conferenze e conversazioni; lezioni di letteratura; proiezioni di film; educazione degli adulti; scuole di musica, arte e danza per bambini e adulti; programmi di sviluppo professionale (prima infanzia, danza, affari e moda); attività e corsi familiari, genitoriali e per bambini; una scuola materna; un centro per anziani; un centro fitness (comprese lezioni di fitness e team di nuoto); campeggi estivi; una residenza che affitta camere nell'edificio principale di Y nella 92nd Street e Lexington Avenue; Educazione ebraica, programmi culturali e comunitari e programmi educativi di sensibilizzazione per i bambini delle scuole pubbliche. L'organizzazione serve ogni anno circa 300.000 persone nelle sue strutture di New York.
Negli ultimi anni, 92Y ha ampliato la sua programmazione digitale per includere webcast dal vivo di eventi e un archivio digitale gratuito su 92YOnDemand.org che include sia eventi sul palco che contenuti solo web. Nel 2012 92Y ha fondato il #GivingTuesday, che ha stabilito il martedì dopo il Thanksgiving come un giorno per celebrare e incoraggiare il dare. L'iniziativa è stata ispirata dal fondamentale valore ebraico di Tikkun olam (riparare il mondo) e riflette la missione dell'istituzione di reinventare la comunità e restituire. 92Y è anche uno dei soci fondatori del Social Good Summit annuale, una conferenza che attira le ONG, i leader tecnologici e imprenditoriali e gli imprenditori, che si svolge a settembre (durante la Settimana delle Nazioni Unite).

## Storia

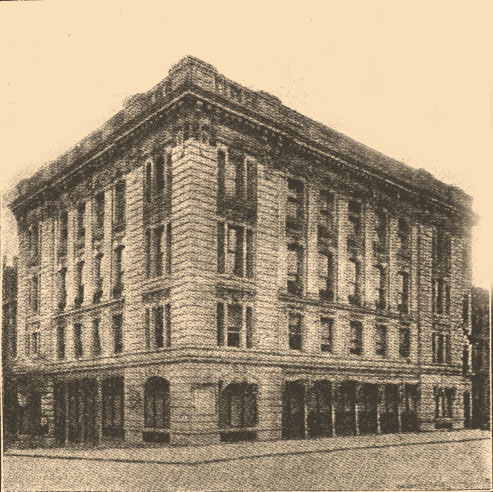
L'ex YMHA, costruito nel 1900

Fondata nel 1874 come Young Men's Hebrew Association (Associazione ebraica dei giovani uomini) (YMHA) da professionisti e uomini d'affari ebrei tedeschi, 92nd Street Y si è trasformata in un'organizzazione guidata da principi ebraici ma al servizio di persone di tutte le razze e fedi. L'YMHA ha fondato nel 1889 The Educational Alliance, insieme con la Libreria gratuita Aguilar e l'Istituto ebraico.

## Centri di programmazione
92nd Street Y comprende otto centri di programmazione: Bronfman Center for Jewish Life, Lillian & Sol Goldman Family Center for Youth & Family, May Center for Health, Fitness & Sport, Milstein/Rosenthal Center for Media & Technology, School of the Arts, Charles Simon Center for Adult Life & Learning, Tisch Center for the Arts, Center for Educational Outreach e Center for Innovation and Social Impact.
Nel 1935 William Kolodney entrò nel 92nd Street Y come direttore educativo, istituendo un ampio programma educativo per un pubblico generale di tutte le fedi. Ha fatto dello "Y" un centro per la musica da camera, letture di poesie e spettacoli di danza. Ha avviato il centro di danza dello Y, la scuola di musica e il centro della poesia. L'ultimo è ora chiamato Unterberg Poetry Center ed è stato guidato da eminenti scrittori tra cui il poeta americano Karl Kirchwey, che è stato direttore per tredici anni fino al 2000.

## 92YTribeca
Nell'ottobre 2008 92Y ha aperto un nuovo spazio per lo spettacolo in Tribeca chiamato 92YTribeca, per riunire ed ispirare una comunità eterogenea di giovani di New York e oltre, inclusi musicisti, artisti, produttori cinematografici, artisti, scrittori, educatori, umoristi, registi, relatori, appassionati di sport e molti altri. 92YTribeca si trovava al numero 200 di Hudson Street e presentava un palcoscenico per gli spettacoli con bar completo per musica dal vivo, commedia, teatro, media digitali, performance art, oratori e danza; un cinema da 72 posti che presentava una varietà di film nazionali e internazionali, cortometraggi e media digitali; un caffè wireless; un servizio di cibo e bevande locali freschi; una sala per lezioni e sale per conferenze, degustazioni, corsi ed altro oltre a una galleria d'arte che offre mostre a rotazione. Altri programmi includevano eventi e celebrazioni culturali ebraiche, opportunità per il servizio alla comunità in tutta la città e attività divertenti come il softball estivo a Central Park e le escursioni di rafting. Nel marzo 2013 è stato annunciato che la sede del 92YTribeca sarebbe stata chiusa quell'estate.

## Ospiti importanti
- Alvin Ailey American Dance Theater
- Aziz Ansari[34]
- Alec Baldwin[35]
- Richard Dawkins[36]
- Tom Ford[37]
- Malcolm Gladwell[38]
- Ira Glass[39]
- Don Henley[40]
- Christopher Hitchens[41]
- Billy Joel[42]
- Karl Kirchwey[32]
- Chaim Koppelman[43]
- Ralph Macchio[44]
- Rachel Maddow[45]
- Paul McCartney[46]
- Nas[47]
- Jimmy Page[48]
- Jason Segel[49]
- Jon Stewart[50]
- George St. Geegland e Gil Faizon (in character)[51]
- Neil deGrasse Tyson[52]
- Gene Wilder[53]

### Residenti
Tra le persone importanti che hanno risieduto nel 92nd Street Y c'è Joseph Gurwin (1920-2009), un filantropo che affittò una stanza per quattro anni dopo essere arrivato negli Stati Uniti.